# Álvaro II del Congo
Álvaro II del Congo (Mbanza Congo, 1565 – Mbanza Congo, 9 agosto 1614) è stato un re congolese. Fu il secondo re della dinastia dei Coulo. Salì al trono dopo la morte di suo padre, Álvaro I. Il suo regno fu caratterizzato dai tentativi di rafforzare la diplomazia, sia interna che esterna. Nelle questioni interne strinse strette alleanze politiche, mentre in quelle esterne cercò di avvicinarsi alla Santa Sede per non essere così dipendente dal Regno del Portogallo. Designò il figlio come suo erede, ma alla sua morte il fratello Bernardo II salì al trono illegittimamente.

## Biografia
Nato nel 1565 a São Salvador de Congo, capitale del Regno del Congo. Era figlio di Álvaro I, re del Congo tra il 1567 e il 1587. Dopo la sua morte, salì al trono.
Salì al trono nel marzo 1567. Fin dalla sua intronizzazione, dovette affrontare le rivendicazioni di un fratellastro che lo accusava di essere il figlio illegittimo del re. Durante il mese di luglio, Alvaro non uscì dal suo palazzo perché il suo rivale, che fungeva da governatore provinciale, era sostenuto da una delle sue sorellastre. Il 1º agosto, le forze del suo rivale attaccarono la capitale. Alvaro II fu vittorioso e si assicurò il potere.
Durante il suo regno cercò di evitare la dipendenza religiosa dal Regno del Portogallo, inviando il diplomatico congolese Antônio Emanuel Nsaku Ne Vunda a Roma nel 1609 per un'udienza con Papa Paolo IV, al fine di riconoscere il Congo come parte della comunità cristiana. Si tratta della prima visita di un diplomatico subsahariano alla Santa Sede. Il suo intento era quello di creare un clero congolese e un vescovado a Sao Salvador, ma l'inviato morì poco dopo il suo arrivo. Il re fu nominato cavaliere dell'Ordine di Cristo il 10 marzo 1609.
In politica interna, Álvaro II cercò anche di stringere alleanze politiche e nobiliari per garantire il potere suo e della sua famiglia sul trono. Nel 1591 nominò il sovrano D. Miguel de Soyo "conte" e rese la carica ereditaria. Il Conte di Soyo sostenne la Casa di Coulo fino al 1610, quando il Conte Miguel morì. Il figlio di quest'ultimo, D. Daniel, non godeva della fiducia del re e quindi gli fu impedito di entrare in carica; il nuovo sovrano fu D. Fernando de Soyo, fantoccio del re. D. Daniel cercò sostegno e rifugio presso il duca D. Antônio de Umbamba. A sua volta, il re Álvaro II fece sposare una figlia di Antônio de Umbamba con D. Álvaro Nimi Amapanzu, il futuro Álvaro III.
Il re Álvaro II sposò D. Escolastica, dalla quale ebbe un figlio, morto nel 1610.
Morì il 9 agosto 1614 e gli succedette, illegittimamente, il fratello Bernardo II. Lasciò due figli: Álvaro III e Dona Suzana da Nóbrega.